# Lorna Doone
Lorna Doone: en romantisk berättelse från Exmoor är en roman av den engelske författaren Richard Doddridge Blackmore. Romanen publicerades år 1869 och är baserad på historiska gestalter. Den utspelar sig under sent 1600-tal i Devon och Somerset, särskilt kring området East Lyn Valley i Exmoor. År 2003 listades boken i BBC:s undersökning The Big Read på plats 166 av 200.
Namnet "Lorna" hittade Blackmore på, möjligen inspirerad av den skotska adelstiteln Markis av Lorne.